# Ribes missouriense
Ribes missouriense är en ripsväxtart som beskrevs av Thomas Nuttall, John Torrey och Gray. Ribes missouriense ingår i släktet ripsar, och familjen ripsväxter. Inga underarter finns listade i Catalogue of Life.

## Bildgalleri

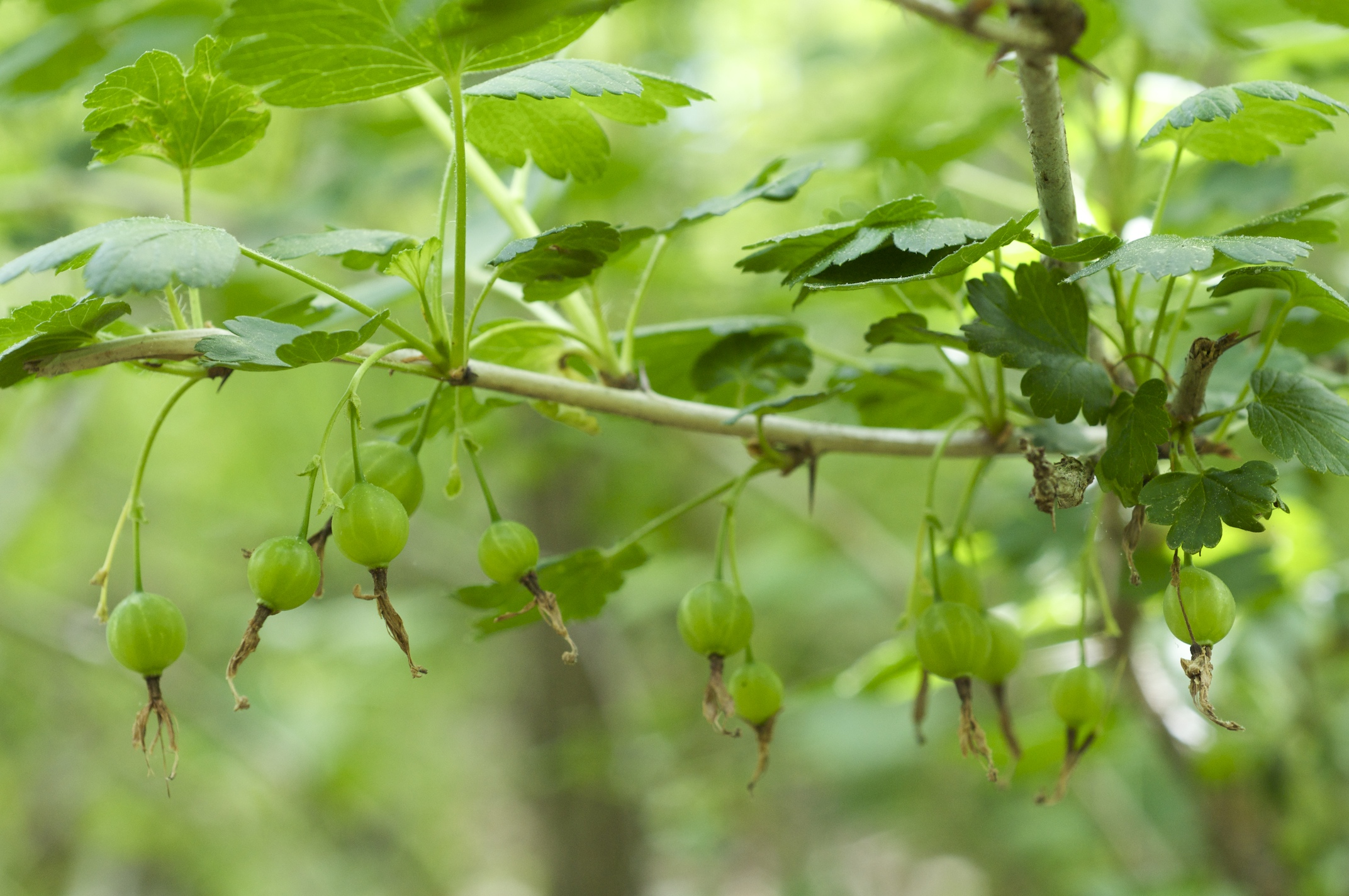
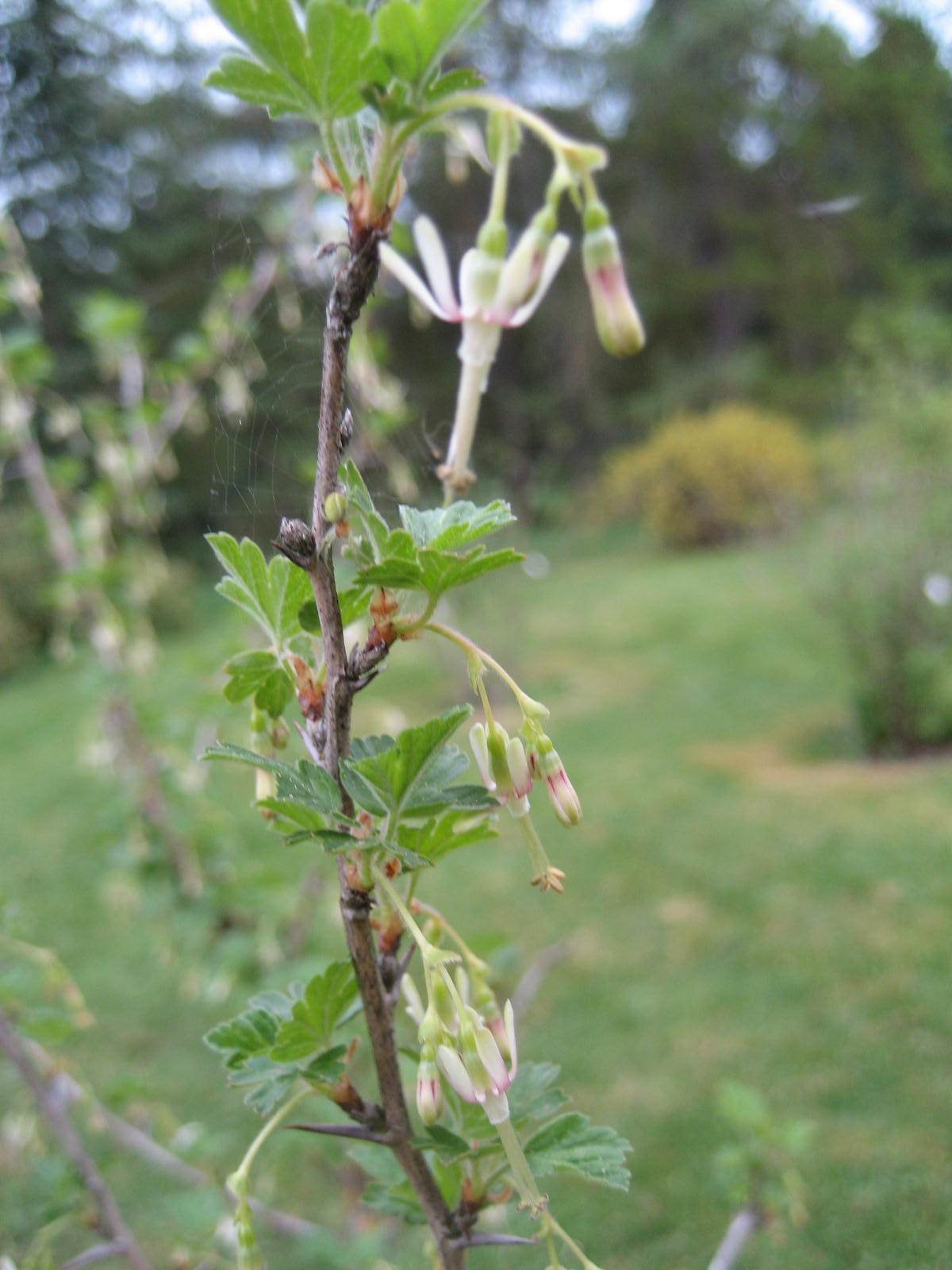